# 中曽久雄
中曽 久雄（なかそ ひさお、1981年（昭和56年） - ）は、愛媛県生まれの日本の憲法学者、愛媛大学教育学部准教授。主な研究として「夫婦同氏と憲法」「LGBTと憲法」。

## 経歴
2000年3月愛媛県立三島高等学校卒業、2004年3月松山大学法学部卒業、2006年年3月大阪大学大学院法学研究科前期博士課程修了。指導教員の高田篤より実力不足と評価されて博士課程進学を認められず、1年間浪人。2010年3月大阪大学大学院法学研究科後期博士課程修了。博士（法学、大阪大学）。
大学生時代に佐藤幸治ら憲法学者に憧れる。大学院に進学するも、英語が著しく不得意であったが、憲法学者になる夢を捨てず、博士号を取得した苦労人だった憲法担当教員。
愛媛大学では「法学1」や「政治学2」等を担当（政治学を専門的に研究した経験はない）。

## 主な論文
- 「夫婦同氏と憲法」（最大判令和3年6月23日）（2022年9月）
- 「性同一性障害特例法3条1項3号の合憲性」（2022年3月）

## 主な出版物
- 「新・判例解説Watch　　公園施設の設置期間の更新申請に対する不許可処分が違法とされた事例」（2018年10月）
- 「憲法学のこれから　　LGBTと憲法―LGBTに対する権利保障はいかにあるべきか？」日本評論社（2017年7月）

## 関連人物
- 高田篤（指導教授）
- 佐藤幸治

## 関連
- 学歴ロンダリング
- 同性婚